# كينج كريمسون (فريق روك)
كينج كريمسون (بالإنجليزية: King Crimson) فريق لموسيقى الروك المتقدمة (بروجريسيف روك) تشكل عام 1968 في لندن، إنجلترا. كان للفريق تأثيرًا قويًا على حركة موسيقى الروك التقدمية في أوائل السبعينيات واستمروا في إلهام الأجيال اللاحقة من الفنانين عبر أنواع متعددة من الموسيقى.
روبرت فريب، العضو المؤسس الوحيد الموجود حتى الآن، عمل كمؤلف أساسي وقوة إبداعية دافعة طوال تاريخ الفريق. على الرغم من أنه غالبًا ما يُنظر إليه على أنه قائد الفرقة، إلا أن فريب نفسه يتجنب هذه التسمية. وقد نُقل عنه أنه يرى الفريق على أنه «طريقة لعمل الأشياء»، ودوره في المجموعة شكلاً من أشكال «مراقبة الجودة». اكتسب «كينج كريمسون» عددًا كبيرًا من المريدين (cult following). تم تصنيف الفريق في المرتبة 87 على قائمة (VH1) لأفضل 100 فنان أو فريق لموسيقى الهارد روك.
كان تأثير «كينج كريمسون» في عام 1969 كبير، وسبب في تغيير نهج فرق كبيرة مثل فريق يس، وفريق جينيسيز.

## أعضاء الفريق الحاليين

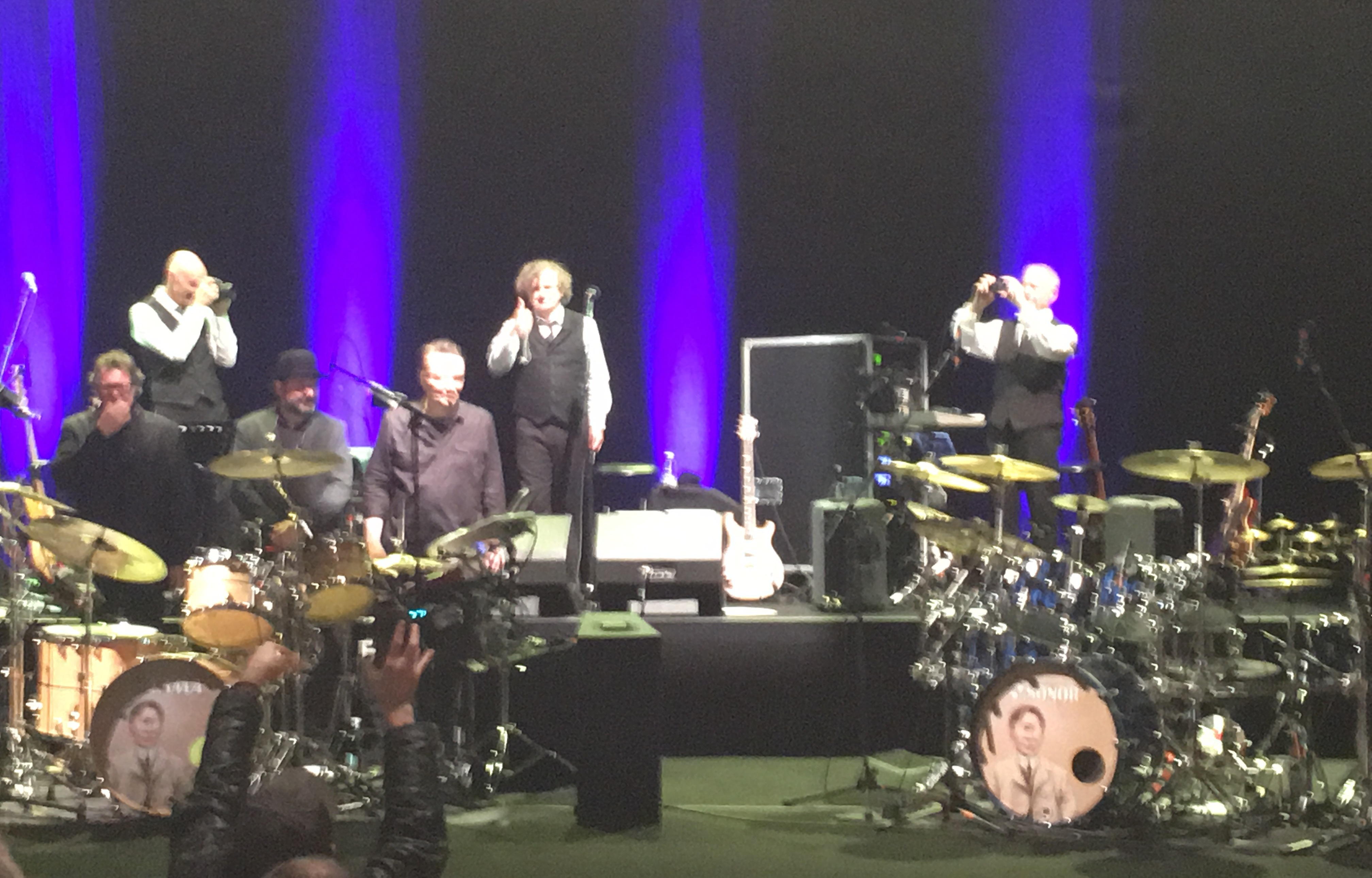
كينج كريمسون - مدريد 2016

روبرت فريب: جيتار - لوحات مفاتيح - ميلوترون - إلكترونيات (1968-1974، 1981-1984، 1994-2003، 2008-2009، 2013 حتى الآن)
ميل كولينز: الساكسفونات - الفلوت - الفلوت الجهير - الميلوترون - الغناء الداعم (1970-1972، 2013 حتى الآن)
توني ليفين: جيتار باس - عصا تشابمان - أجهزة توليف - غناء مساند (1981-1984، 1994-1998، 2003، 2008-2009، 2013 إلى الوقت الحاضر)
بات ماستيلوتو: طبول - إيقاع - برمجة (1994-2003، 2008-2009، 2013 إلى الوقت الحاضر)
غافن هاريسون: طبول - إيقاع (2008-2009، 2013 إلى الوقت الحاضر)

## ألبومات الفريق
في بلاط الملك القرمزي (1969) In the Court of the Crimson King 
في أعقاب بوسيدون (1970) In the Wake of Poseidon 
سحلية (1970) Lizard 
جزر (1971) Islands 
ألسنة القبرات في أسبيك (1973) Larks' Tongues in Aspic 
ستارلس والكتاب المقدس أسود (1974) Starless and Bible Black 
أحمر (1974) Red 
الانضباط (1981) Discipline 
فوز (1982) Beat 
ثلاثة من زوج مثالي (1984) Three of a Perfect Pair 
ثراك (1995) THRAK 
بناء النور (2000) The Construkction of Light 
القوة على الإيمان (2003) The Power to Believe 

## وصلات خارجية
https://www.youtube.com/watch?v=pcUhPfp8wXc كينج كريمسون (فريق روك)
https://www.youtube.com/watch?v=3028oDEKZo4 كينج كريمسون (فريق روك)
https://www.discogs.com/artist/70828-King-Crimson كينج كريمسون (فريق روك)
https://www.songfacts.com/facts/king-crimson كينج كريمسون (فريق روك)
https://www.allmusic.com/artist/king-crimson-mn0000076057/biography كينج كريمسون (فريق روك)